# Corban
Corban est une localité et une ancienne commune suisse du canton du Jura. 

## Géographie
Le village se situe dans la région du Haut Val-Terbi entre les villages de Courchapoix, Vermes, Mervelier, Montsevelier et le village soleurois de Bärschwil. 

## Toponymie
Le toponyme de la localité dérive du substantif gallo-roman corte (ferme, hameau, du latin cohorte) et du nom de personne germanique Bado (signifiant combat). 
Les premières attestations écrites du toponyme remontent à 1184, sous la forme de Bathendorf, et 1240, sous la forme de Corpaon.
L'ancien nom allemand de la localité est Battendorf.

## Population

### Surnoms
Les habitants de la localité sont surnommés lé Tchenèye, soit les chenilles en patois vâdais, et les Varméchés, soit les vers blancs.

### Démographie
| 1828 | 1850 | 1900 | 1950 | 1980 | 2000 | 2010 | 2017 |
| ---- | ---- | ---- | ---- | ---- | ---- | ---- | ---- |
| 314  | 392  | 389  | 457  | 402  | 452  | 466  | 481  |

## Histoire
Avant la création du canton du Jura, la commune faisait partie du district de Moutier, puis elle rejoigna celui de Delémont afin de changer de canton. Le 1er janvier 2018, Corban est absorbée par la commune voisine de Val Terbi.

Photo aérienne (1950)